# Alpenmargerite
Die Gewöhnliche Alpenmargerite (Leucanthemopsis alpina), auch einfach Alpenmargerite oder Alpenwucherblume genannt, ist eine Pflanzenart aus der Gattung der Alpenwucherblumen (Leucanthemopsis) innerhalb der Familie der Korbblütler (Asteraceae).

## Beschreibung

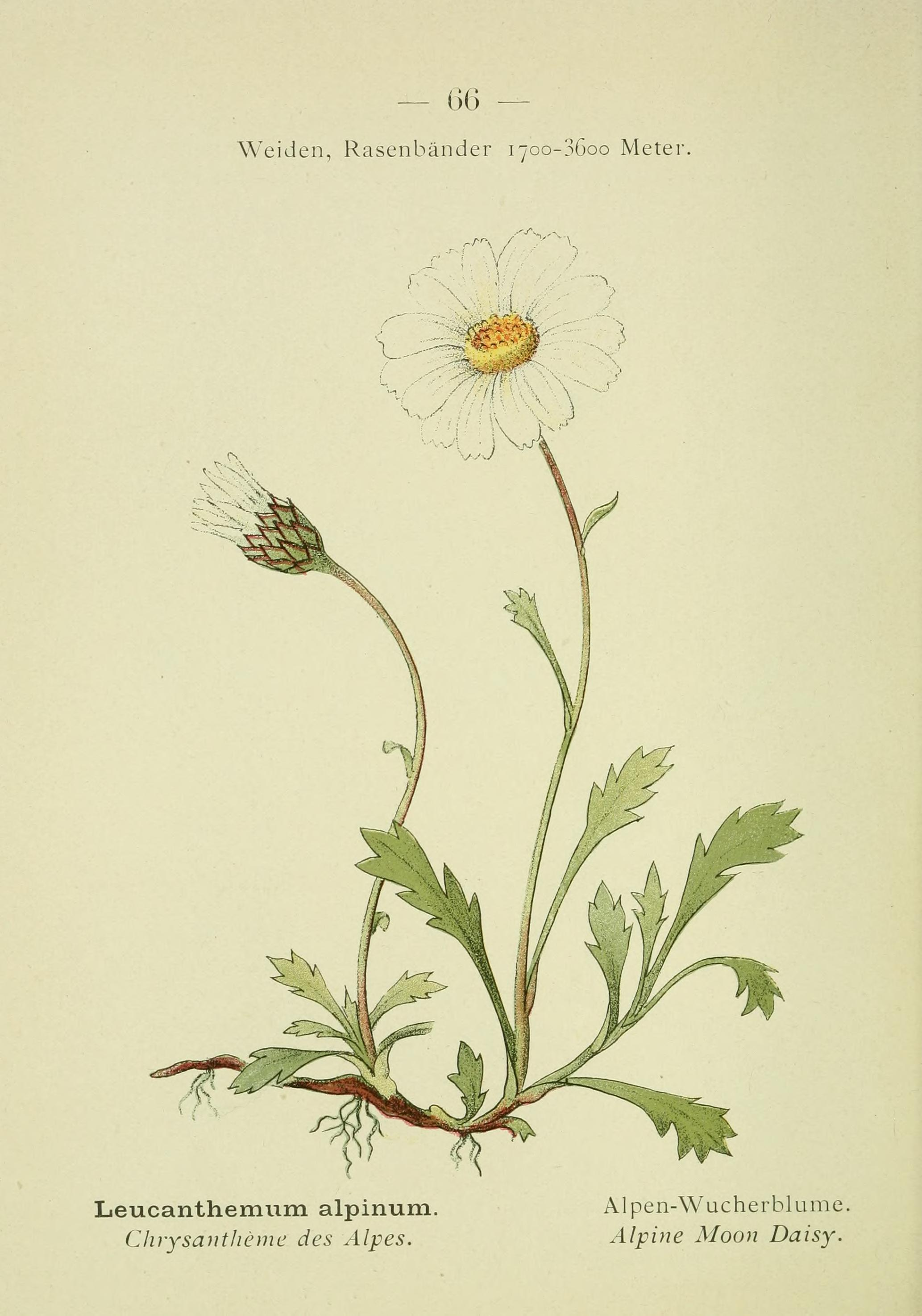
Illustration aus Alpen-Flora, S. 131

### Vegetative Merkmale
Die Gewöhnliche Alpenmargerite wächst als ausdauernde krautige Pflanze und erreicht Wuchshöhen von 5 bis 15, selten bis zu 20 Zentimetern. Sie wächst rasig mit aufsteigendem oder aufrechtem Stängel. Die oberirdischen Pflanzenteile sind kahl bis dicht anliegend behaart.
Die meisten Laubblätter sind in einer grundständigen Blattrosette angeordnet und es gibt auch wenige Laubblätter an nicht blühenden Stängeln. Die Grundblätter sind in Blattstiel und -spreite gegliedert. Die Blattspreite der Grundblätter ist rundlich-eiförmig, kammförmig-fiederteilig mit auf jeder Seite drei oder vier Blattzipfeln. Die Stängelblätter sind sitzend. Die Blattspreite der Stängelblätter ist schmal-lanzettlich und mehr oder weniger ganzrandig. Die oberen Stängelblätter sind linealisch, ungeteilt oder am oberen Ende verbreitert und dreizähnig.

### Generative Merkmale
Die Blütezeit reicht von Juli bis August. Der einzeln auf einem langen Blütenstandsschaft stehende körbchenförmigen Blütenstand weist einen Durchmesser von 20 bis 40 Millimetern auf und enthält weiße Zungenblüten und gelbe zwittrige Röhrenblüten. Die Hüllblätter sind grün mit breitem schwarz-braunem bis dunkel-braunem Hautrand. Die weißen Zungenblüten sind 8 bis 12 Millimetern linealisch.
Die Achänen bei einer Länge von 3 bis 4 Millimetern kurz spindelförmig und fünfrippig am oberen Ende mit gezähntem Rand, auch glockigem Hautkrönchen genannt.
Die Chromosomenzahl beträgt 2n = 18, 36 oder 54.

## Ökologie
Als Blütenbesucher wurden drei Käfer-Arten, 35 Fliegen-, vier Hymenopteren- und 14 Schmetterlingsarten beobachtet.

## Vorkommen
Ihr Verbreitungsgebiet umfasst die Pyrenäen und die Alpen bis nördlichen Balkanhalbinsel. Sie ist in den Silikatalpen häufig, in den Kalkalpen selten. In Österreich fehlt sie in Wien, Burgenland und Niederösterreich.
Die Gewöhnliche Alpenmargerite wächst auf feuchten, kalkarmen, mäßig sauren Schneeböden (Schneetälchen), in Felsschuttfluren in der subalpinen bis alpinen Höhenstufe. Sie ist eine Charakterart des Verbands Salicion herbaceae, kommt aber auch in Pflanzengesellschaften der Verbände Nardion, Caricion curvulae oder Androsacion alpinae vor.
In den Allgäuer Alpen steigt sie am Kreuzeckgipfel in Bayern bis zu einer Höhenlage von 2375 Metern auf. In den Schweizer Zentralalpen kommt sie häufig in Höhenlagen von 2000 bis 3200 Metern vor; die höchsten Beobachtungen liegen vor vom Piz Tschierva mit einer Höhenlage von bis zu 3400 Meter, vom Zinalrothorn mit 3682 Meter und vom Monte Rosa mit 3827 Meter vor. Sie gehört damit zu den höchstansteigenden Nivalpflanzen.
Die ökologischen Zeigerwerte nach Landolt et al. 2010 sind für Leucanthemopsis alpina subsp. alpina in der Schweiz: Feuchtezahl F = 3 (mäßig feucht), Lichtzahl L = 5 (sehr hell), Reaktionszahl R = 2 (sauer), Temperaturzahl T = 1 (alpin und nival), Nährstoffzahl N = 2 (nährstoffarm), Kontinentalitätszahl K = 3 (subozeanisch bis subkontinental).

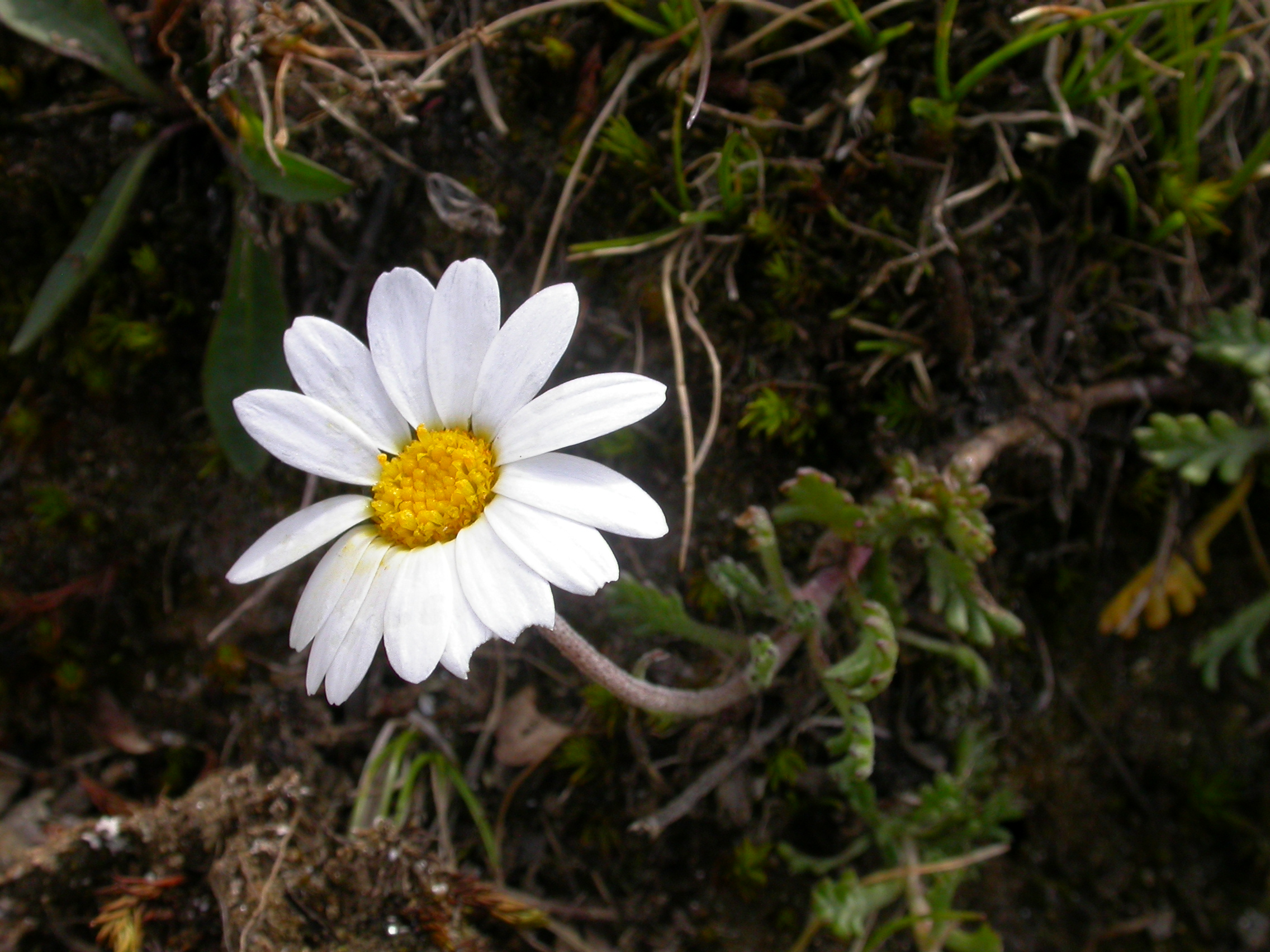
Gewöhnliche Alpenmargerite (Leucanthemopsis alpina) von Zermatt in der Schweiz

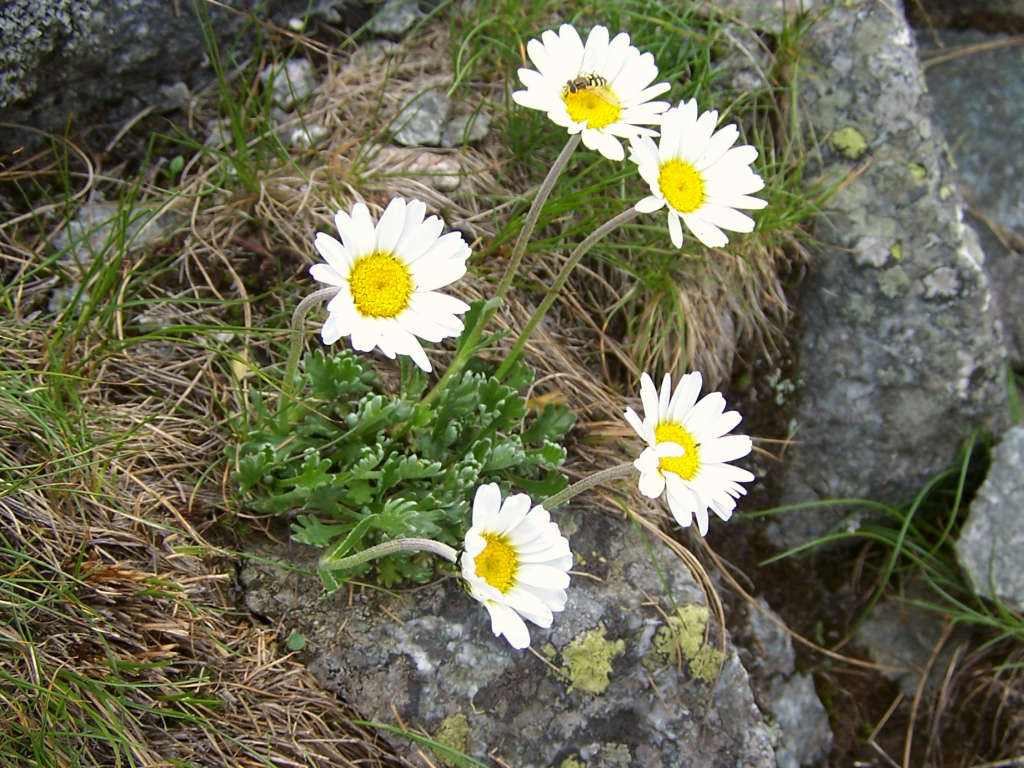
Gewöhnliche Alpenmargerite (Leucanthemopsis alpina) in der Tatra

## Systematik
Die Erstveröffentlichung erfolgte 1753 unter dem Namen (Basionym) Chrysanthemum alpinum durch Carl von Linné in Species Plantarum, Tomus II, Seite 889. Die Neukombination zu Leucanthemopsis alpina (L.) Heywood wurde 1975 durch Vernon Hilton Heywood in Anales del Instituto Botanico A. J. Cavanilles 32, Seite 182 veröffentlicht. Weitere Synonyme für Leucanthemopsis alpina (L.) Tzvelev sind: Pyrethrum alpinum (L.) Schrank, Tanacetum alpinum (L.) Sch. Bip., Leucanthemum alpinum Lam., Leucanthemum alpinum var. cuneifolium Murr, Pyrethrum alpinum subsp. cuneifolium (Murr) Tzvelev.
Je nach Autor gibt es mehrere Unterarten deren Zuordnung und Abgrenzung noch weiterer Untersuchung bedürfen:
- Westliche Alpenmargerite (Leucanthemopsis alpina (L.) Heywood subsp. alpina): Sie kommt in Spanien, Frankreich, Italien und in der Schweiz vor.[7] Die Chromosomenzahlen betragen 2n = 18, 36 oder 54.[9]
- Leucanthemopsis alpina subsp. cuneata (Pau) Heywood (Syn.: Pyrethrum pallidum var. cuneatum Pau, Tanacetum alpinum subsp. cuneatum (Pau) Heywood, Leucanthemopsis cuneata (Pau) Holub): Dieser Endemit kommt in Spanien nur in der Sierra de Urbión vor und die Chromosomenzahl beträgt 2n = 54.[9]
- Östliche Alpenmargerite (Leucanthemopsis alpina subsp. minima (Vill.) Holub, Syn.: Chrysanthemum minimum Vill., Leucanthemopsis minima (Vill.) Marchi): Es gibt Fundortangaben für Spanien, Frankreich, Italien, die Schweiz und Österreich.[7]
- Tatra-Margerite (Leucanthemopsis alpina subsp. tatrae (Vierh.) Holub, Syn.: Pyrethrum alpinum subsp. tatrae (Vierh.) Tzvelev, Leucanthemopsis tatrae (Vierh.) Holub): Es gibt Fundortangaben für Rumänien, die Slowakei und Polen.[7] Sie erreicht in der Hohen Tatra an der Gerlachovský štít (Gerlsdorfer Spitze) die Höhenlage von 2663 Meter.[2]
- Leucanthemopsis alpina subsp. tomentosa (Loisel.) Heywood (Syn.: Chrysanthemum tomentosum Loisel., Chrysanthemum alpinum subsp. tomentosum (Loisel.) P.Fourn., Pyrethrum palmatifidum DC., Leucanthemum tomentosum (Loisel.) Godr. & Gren., Leucanthemopsis tomentosa (Loisel.) Holub): Dieser Endemit kommt nur auf Korsika vor und die Chromosomenzahl beträgt 2n = 18.[9]

## Namensherkunft
Der deutsche Trivialname Alpenwucherblume leitet sich vom üppigen Wuchs der Saat-Wucherblume (Glebionis segetum) her, die mit der Magerwiesen-Margerite (Leucanthemum vulgare) in tieferen Lagen entfernt verwandt ist. Dieses Wuchsverhalten trifft für die hier behandelte Art nicht zu, der Name ist aber geblieben.